# Provincia Amasya
Provincia Amasya este o provincie a Turciei cu o suprafață de 5.690 km², localizată în nordul țării.

## Districte
Amasya este divizată în 7 districte (capitala districtului este subliniată): 
- Amasya
- Göynücek
- Gümüșhacıköy
- Hamamözü
- Merzifon
- Suluova
- Tașova